# Janiralata obliterata
Janiralata obliterata är en kräftdjursart som beskrevs av Oleg Grigor'evich Kussakin1972. Janiralata obliterata ingår i släktet Janiralata och familjen Janiridae. Inga underarter finns listade i Catalogue of Life.